# Produkční kodex

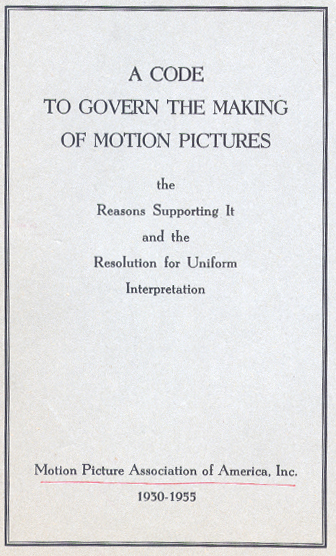
Obálka produkčního kodexu

Produkční kodex (Production code), někdy také nazývaný Haysův kodex byl předpis, určující pravidla cenzury v americké filmové produkci a distribuci. Ačkoli byl ustanoven již v roce 1930, nebyl prakticky vůbec uplatňován až do roku 1934, kdy si katolická organizace Legie slušnosti a další konzervativní síly vymohly jeho značné zpřísnění a dodržování. Kodex byl i na tehdejší dobu značně zpátečnický (bylo zakázáno jakkoli kritizovat či zesměšňovat křesťanské církve), rasistický a homofobní. Starší filmy, které nesplňovaly nová pravidla, byly sestříhávány a upravovány; jiné nesměly být znovu uvedeny a byly nedostupné až do šedesátých let. Důsledně byl dodržován až do druhé poloviny 50. let, v 60. letech byl však již uplatňován zcela výjimečně. Definitivně byl zrušen v roce 1968, kdy byl nahrazen klasifikací ratingu MPAA.

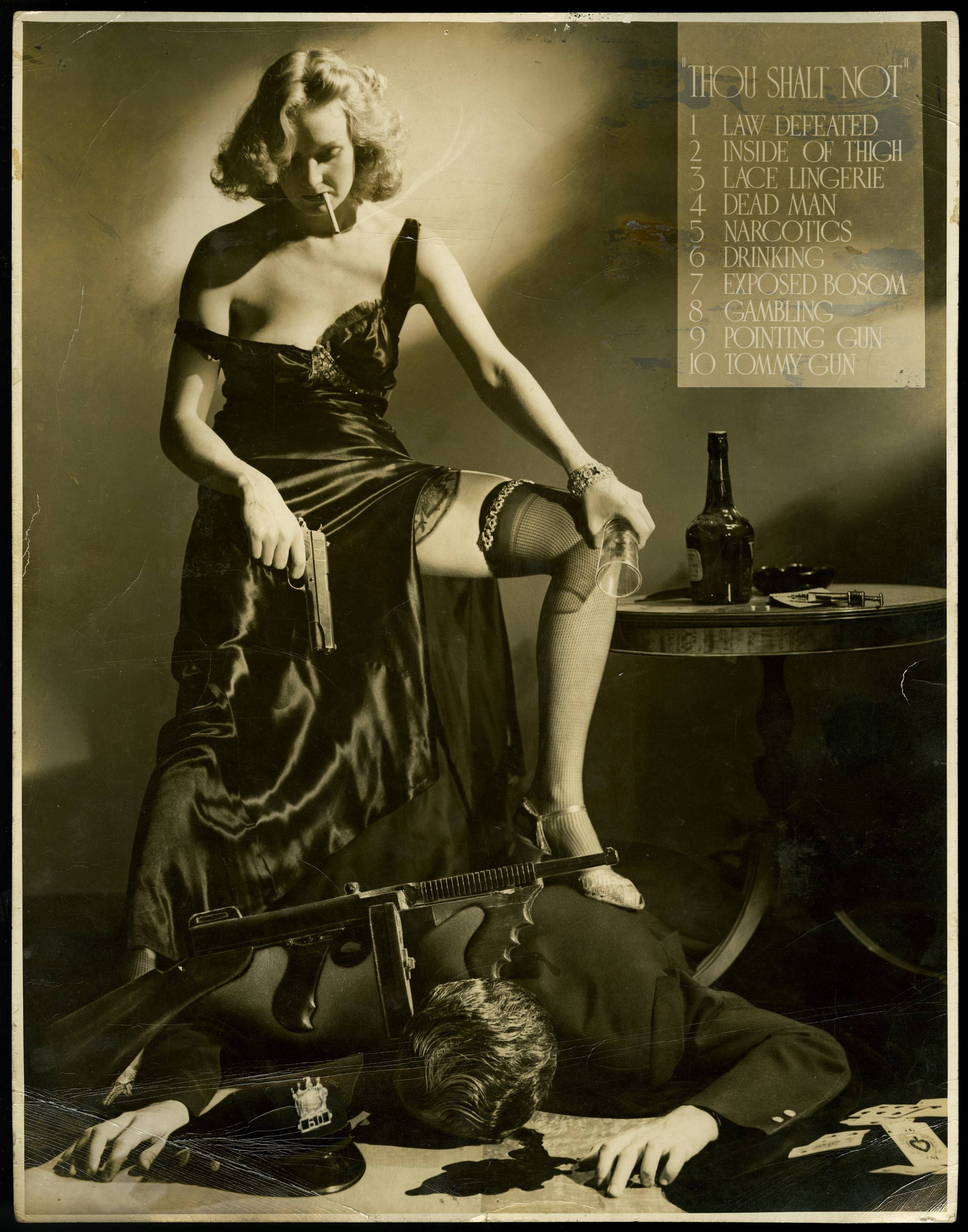
Thou Shalt Not. Satirická fotografie Whiteyho Schafera z roku 1940 parodující Haysův kodex.

Produkční kodex podrobně popisoval, co je ve veřejně promítaných filmech z hlediska morálky ještě akceptovatelné a co už ne. Cenzura podle tohoto kodexu probíhala od námětu, přes jednotlivé fáze výroby až po schválení k distribuci. Hollywoodská studia se touto samoregulací vyhnula přímé státní kontrole.

## Historie
První verzi vytvořili v roce 1930 jezuita Daniel A. Lord a katolický novinář Martin Quigley. 13. června 1934 pak vstoupil v platnost dodatek dokumentu, který zavazoval všechna kina, sdružená v asociaci filmových distributorů, promítat pouze schválené filmy.
Kromě produkčního kodexu existovala i jiná omezení. Zvláštní cenzuru si prováděli mormoni a pro americké katolíky bylo závazné ještě schválení Legií slušnosti.